# Thomas Bräuninger
Thomas Bräuninger (* 3. Oktober 1969 in Karlsruhe) ist ein deutscher Politologe und Professor für Politische Ökonomie am Institut für Sozialwissenschaften der Universität Mannheim.

## Akademischer Werdegang
Von 1990 bis 1991 studierte Bräuninger zunächst Chemie an der Universität Karlsruhe, bevor er nach Mannheim wechselte, um dort Politikwissenschaft und Mathematik zu studieren. 1997 schloss er mit dem 1. Staatsexamen ab. 2000 wurde er – ebenfalls in Mannheim – an der Sozialwissenschaftlichen Fakultät bei Franz Urban Pappi zum Dr. phil. promoviert. Bräuninger wechselte an die Universität Konstanz, wo er – nach zwischenzeitlichen Gastdozenturen in Pittsburgh und am Trinity College in Dublin – 2006 habilitiert wurde. Von 2001 bis 2008 war Thomas Bräuninger Fellow des Zukunftskollegs der Universität Konstanz sowie von 2004 bis 2008 in dessen Direktorium. Es folgten Lehrstuhlvertretungen in Mannheim und Mainz, bevor er 2009 einen Ruf auf die Professur für Internationale Politik in Mainz erhielt. Zum Wintersemester 2009/2010 hat er eine Professur am Institut für Sozialwissenschaften der Universität Mannheim übernommen.
Bräuninger war von 2004 bis 2010 einer von drei Sprechern des Arbeitskreises Handlungs- und Entscheidungstheorie der Deutschen Vereinigung für Politische Wissenschaft. 2014 wurde er in die Akademie der Wissenschaften und der Literatur gewählt und er war von 2019 bis 2023 Vizepräsident der Akademie und Vorsitzender der Geistes- und Sozialwissenschaftlichen Klasse.

## Forschung
Bräuninger befasst sich vor allem mit Themen der Politischen Soziologie, der Vergleichenden Regierungslehre und der Internationalen Politik.
Unter anderem befasst er sich mit dem Zusammenspiel von Bundestag und Bundesrat und daraus resultierenden Blockadesituationen und aktuell mit dem Einfluss von Koalitionsaussagen auf die Regierungsbildung.

## Veröffentlichungen (Auswahl)

### Bücher
- Shikano, Susumu, Joachim Behnke, Thomas Bräuninger (Hrsg.): Jahrbuch für Handlungs- und Entscheidungstheorie. Bd. 5, Schwerpunkt Theorien des Verfassungswandels. VS Verlag, Wiesbaden (2009).
- Thomas Bräuninger, Joachim Behnke (Hrsg.): Jahrbuch für Handlungs- und Entscheidungstheorie. Bd. 4, Schwerpunkt Parteienwettbewerb und Wahlen. VS Verlag, Wiesbaden 2006.
- Thomas Bräuninger: Internationale Institutionenpolitik. Die Wahl von Entscheidungsregeln für die Meeresbodenbehörde. Campus, Frankfurt am Main 2000.

### Zeitschriftenbeiträge
- Thomas Bräuninger, Marc Debus Legislative Agenda-Setting in Parliamentary Democracies. European Journal of Political Research, 2009.
- Thomas Bräuninger, Marc Debus: Der Einfluss von Koalitionsaussagen, programmatischen Standpunkten und der Bundespolitik auf die Regierungsbildung in den deutschen Ländern. Politische Vierteljahresschrift 49(2), 2008, S. 309–338.
- Thomas Bräuninger: Stability in Spatial Voting Games with Restricted Preference Maximizing. Journal of Theoretical Politics 19(2), 2007, S. 173–91.
- Patrick Bernhagen, Thomas Bräuninger: Structural Power, Information Asymmetry and Public Policy: A Signaling Model of Business Lobbying in Democratic Capitalism. Political Studies 53(1), 2005, S. 43–64.
- Thomas Bräuninger: A Partisan Model of Government Expenditure. Public Choice 125, 2005, S. 409–429.
- Thomas Bräuninger: When Simple Voting Doesn’t Work. Multicameral Systems for the Representation and Aggregation of Interests in International Organisations. British Journal of Political Science 33(4), 2003, S. 681–703.
- Thomas Bräuninger, Thomas König: The Checks and Balances of Party Federalism. German Federal Government in a Divided Legislature. European Journal of Political Research 36(2), 1999, S. 207–35.
- Thomas König, Thomas Bräuninger: The Inclusiveness of European Decision Rules. Journal of Theoretical Politics 10(1), 1998, S.  125–41.
- Thomas König, Thomas Bräuninger: The Formation of Policy Networks. Preferences, Institutions and Actors. Choice of Information and Exchange Relations. Journal of Theoretical Politics 10(4), 1998, S. 445–71.